# NGC 1377
NGC 1377 é uma Galáxia lenticular localizada na direcção da constelação de Eridanus. Possui uma declinação de -20° 54' 05" e uma ascensão recta de 3 horas, 36 minutos e 39,0 segundos.
A galáxia NGC 1377 foi descoberta em 19 de Dezembro de 1799 por William Herschel.